# Erwin Stranka
Erwin Stranka (* 3. Januar 1935 in Kaaden,  Tschechoslowakei; † 14. April 2014 in Potsdam) war ein deutscher Filmregisseur und Drehbuchautor. Zu beinahe allen seiner Filme verfasste er auch das Drehbuch.

## Leben
Stranka wurde als Sohn eines Bergmannes und Handschuhmachers geboren. Nach dem Ende des Zweiten Weltkriegs wurde die Familie nach Halle ausgesiedelt. Stranka wirkte als Statist am Theater des Friedens mit und begann ein Studium als Lehrer. Später ging er jedoch an die Theaterhochschule in Leipzig und absolvierte schließlich von 1953 bis 1959 ein Regie-Studium an der Filmfakultät der Akademie der musischen Künste in Prag.
Der Film Der General entstand 1959 als Abschlussfilm seines Studiums. Seine Filmkarriere begann Stranka als Assistent, 1962 inszenierte er seinen ersten eigenen Film mit dem Titel Josef und alle seine Brüder, der zugleich seine erste und einzige Fernsehproduktion darstellt. Ein Jahr später folgte sein erster Kinofilm. Verliebt und vorbestraft wurde, nachdem er zunächst genehmigt worden war, nach ideologischen Einwänden u. a. von Hans Rodenberg, dem damaligen stellvertretenden Kulturminister, stark gekürzt. Nachdem auch seine Folgeprojekte nicht genehmigt wurden, kündigte Stranka bei der DEFA und arbeitete als Dreher im Lokomotivbau Karl Marx Potsdam-Babelsberg. Erst 1971 folgte er dem Ruf, zur DEFA zurückzukehren. Ab 1974 inszenierte er Kinder- und Märchenfilme und beschäftigte sich statt wie bisher mit der Historie nun mit der Gegenwart.
Im Jahr 1974 wurde Stranka mit dem Heinrich-Greif-Preis II. Klasse für den Film Susanne und der Zauberring ausgezeichnet. Zudem erhielt er für Zum Beispiel Josef den Kunstpreis des FDGB. Im Jahr 1980 erhielt er den Publikumspreis „Großer Steiger“ beim Nationalen Spielfilmfestival in Karl-Marx-Stadt für seinen Film Sabine Wulff.
Nach einem Schlaganfall im Jahre 1990 zog sich Stranka aus dem Filmgeschäft zurück. Er war verheiratet und Vater zweier Kinder. Sein Bruder Walter Stranka war Lyriker und Schriftsteller. Der Film Die Stunde der Töchter basiert auf einem Buch seines Bruders.

## Filmografie
- 1959: Der General (Generál) – Kurzfilm
- 1962: Josef und alle seine Brüder (Fernsehfilm)
- 1963: Verliebt und vorbestraft
- 1971: Husaren in Berlin
- 1972: Die gestohlene Schlacht
- 1973: Susanne und der Zauberring
- 1974: Zum Beispiel Josef
- 1976: Die Moral der Banditen
- 1977: Der kleine Zauberer und die große Fünf
- 1978: Sabine Wulff
- 1979: Addio, piccola mia (Darsteller)
- 1981: Die Stunde der Töchter
- 1983: Automärchen
- 1985: Der Haifischfütterer
- 1987: Liane
- 1989: Zwei schräge Vögel

## Auszeichnungen
- 1975: Kunstpreis des FDGB
- 1988: Theodor-Fontane-Preis des Bezirks Potsdam für Regie und Drehbuch in dem Film Liane